# 碘酸镉
碘酸镉是一种无机化合物，由镉、碘和氧组成，化学式 Cd(IO3)2，可由碘酸或碱金属碘酸盐和氯化镉在水溶液中反应得到，存在多种晶型。其晶体可通过在60%硝酸中结晶得到。

## 用处
碘酸镉可以用作药物和体香剂。